# Тулевик
«Ту́левик» (эст. Jalgpalliklubi Viljandi Tulevik) — эстонский футбольный клуб из города Вильянди, выступающий в Мейстрилиге. Клуб основан в 1912 году. Домашние игры команда проводит на стадионе «Вильянди». «Тулевик» — не полностью независимый клуб, он является частью футбольной системы таллинской «Флоры».

## История
Сезон 2006 года вышел неудачным для «Тулевика», команде пришлось отстаивать своё право играть в Мейстрилиге в матчах плей-офф на понижение в классе. По итогам двухматчевого противостояния с клубом «Калев», «Вильянди» должен был вылететь в Эсилигу. Однако, благодаря тому, что клубы «Мааг» и «Таммека» объединились в один, команда сохранила прописку в Мейстрилиге. Клуб дважды играл в финале Кубка Эстонии в 1999 и 2000 годах, и дважды уступал таллинской «Левадии» — (2:3) и (0:2). Высшее достижение в чемпионате Эстонии — серебро в 1999 году.
В 2015 году клуб вернулся в Премиум Лигу Эстонии, так как в ноябре 2014 года в переходных играх с йыхвиским футбольным клубом «Локомотив» обе игры закончились в ничью — домашняя 0:0, а в гостях 1:1. Благодаря забитому голу на чужом поле, команда получила право выступать в высшей лиге. По итогам сезона клуб занял последнее место, набрав 22 очка. В 2016 году команда досрочно стала чемпионом первой лиги Эстонии и в следующем сезоне вернулась в высшую лигу.
30 декабря 2017 года новым главным тренером стал Марко Кристал,но в апреле этого же года покинул свой пост и его место занял Сандер Пост.

## Выступление клуба в еврокубках
- QR = квалификационный раунд
- R1 = 1-й раунд

| Сезон   | Турнир          | Раунд | Страна                       | Клуб         | Дома | На выезде |
| ------- | --------------- | ----- | ---------------------------- | ------------ | ---- | --------- |
| 1998    | Кубок Интертото | R1    | Швейцария                    | Санкт-Галлен | 1-6  | 2-3       |
| 1999/00 | Кубок УЕФА      | QR    | Бельгия                      | Брюгге       | 0-3  | 0-2       |
| 2000/01 | Кубок УЕФА      | QR    | Союзная Республика Югославия | Напредак     | 1-1  | 1-5       |

## Достижения
- Серебряный призёр чемпионата Эстонии (1): 1999
- Бронзовый призёр чемпионата Эстонии (1): 1997/98
- Финалист Кубка Эстонии (2): 1998/99, 1999/00
- Приз Fair Play (1): 2000

## Тренеры
- Лео Ира (1992—1993)
- Сергей Ратников (1997—1998)
- Тармо Рюйтли (1998—1999)
- Айвар Лиллевере (1999—2000)
- Тармо Рюйтли (2000—2002)
- Айвар Лиллевере (2003—2004)
- Марко Лелов (2005—2010)
- Райко Мутле (2011—2012)
- Айвар Лиллевере (2013—2017)
- Марко Кристал (2018)
- Сандер Пост (2018—2020)
- Яанус Рейтель (2021)
- Сандер Пост (2021)
- Индрек Ильвес (2022—2024)
- Райт Оя (2024—н.в.)